# Мрозы (гмина)
Мрозы (пол. Mrozy) — городско-сельская гмина (с 1 января 2014 года) ранее — сельская, гмина (волость) в Польше, входит как административная единица в Миньский повет, Мазовецкое воеводство. Население — 8821 человек (на 2004 год).

## Демография
| Перепись                       | Всего   | Всего | Женщины | Женщины | Мужчины | Мужчины |
| ------------------------------ | ------- | ----- | ------- | ------- | ------- | ------- |
| Единицы                        | человек | %     | человек | %       | человек | %       |
| Население                      | 8821    | 100   | 4423    | 50,1    | 4398    | 49,9    |
| Плотность населения (чел./км²) | 60,7    | 60,7  | 30,5    | 30,5    | 30,3    | 30,3    |

## Сельские округа
1. Борки
2. Воля-Папротня
3. Воля-Рафаловска
4. Гродзиск
5. Гузев
6. Гуйщ
7. Дембовце
8. Домброва
9. Ерузаль
10. Колач
11. Круки
12. Куфлев
13. Липины
14. Лукувец
15. Любомин
16. Мала-Весь
17. Мрозы
18. Натолин
19. Пломенец
20. Пожевница
21. Рудка
22. Скруда
23. Сокольник
24. Топур
25. Троянув
26. Хоще

## Соседние гмины
1. Гмина Цеглув
2. Гмина Калушин
3. Гмина Котунь
4. Гмина Лятович
5. Гмина Водыне